# 28 Batalion Straży Granicznej
28 Batalion Straży Granicznej – jednostka organizacyjna Straży Granicznej w II Rzeczypospolitej.

## Formowanie i zmiany organizacyjne
Wykonując postanowienia uchwały Rady Ministrów z 23 maja 1922 roku, Minister Spraw Wewnętrznych rozkazem z 9 listopada 1922 roku zmienił nazwę „Bataliony Celne” na „Straż Graniczną”. Wprowadził jednocześnie w formacji nową organizację wewnętrzną. 28 batalion celny przemianowany został na 28 batalion Straży Granicznej.
28 batalion Straży Granicznej funkcjonował  w strukturze Komendy Powiatowej Straży Granicznej w Święcianach, a jego dowództwo stacjonowało w Słobódce. W skład batalionu wchodziły cztery kompanie strzeleckie oraz jedna kompania karabinów maszynowych w liczbie 3 plutonów po 2 karabiny maszynowe na pluton. Dowódca batalionu posiadał uprawnienia dyscyplinarne dowódcy pułku. Cały skład osobowy batalionu obejmował etatowo 614 żołnierzy, w tym 14 oficerów. Z uwagi na eksterytorialne stacjonowanie, batalion odkomenderował oficera łącznikowego do starosty brasławskiego.
Na podstawie uchwały Rady Ministrów z 24 maja 1923 zarządzono likwidację Straży Granicznej do dnia 1 lipca 1923. Jednak 29 batalion Straży Granicznej, już w nowym etacie, pozostał na granicy do jesieni 1923. Pod względem budżetowo-gospodarczym podlegał Komendzie Okręgowej Policji Państwowej w Wilnie.
Potem batalion przekazał swój odcinek oddziałom Policji Państwowej i został rozwiązany.

## Służba graniczna
Od lipca 1923 batalion ochraniał odcinek granicy od Skrobogatych do zetknięcia się granicy lądowej z Dźwiną
Sąsiednie bataliony
- 9 batalion Straży Granicznej ⇔ 27 batalion Straży Granicznej – 1 grudnia 1922[3][11]i po 1 lipca 1923[9]

## Komendanci batalionu
- p.o. kpt. Roman Siła-Nowicki (IX 1922[12] – )

## Struktura organizacyjna
| Ordre de Bataille 28 batalionu Straży Granicznej w Słobódce na dzień 14 listopada 1922 | Ordre de Bataille 28 batalionu Straży Granicznej w Słobódce na dzień 14 listopada 1922 | Ordre de Bataille 28 batalionu Straży Granicznej w Słobódce na dzień 14 listopada 1922 | Ordre de Bataille 28 batalionu Straży Granicznej w Słobódce na dzień 14 listopada 1922 |
| kompanie                                                                               | 1. Szenele                                                                             | 2. Kruki                                                                               | 3. Stankowcze                                                                          |
| -------------------------------------------------------------------------------------- | -------------------------------------------------------------------------------------- | -------------------------------------------------------------------------------------- | -------------------------------------------------------------------------------------- |
| placówki                                                                               | ziemianka                                                                              | Raugiszki                                                                              | Nikołajuńce                                                                            |
| placówki                                                                               | Berce                                                                                  | Wanogidzki                                                                             | Anisimowicze                                                                           |
| placówki                                                                               | ziemianka                                                                              | Bludziny                                                                               | Skorobohata                                                                            |
| placówki                                                                               | Łapino                                                                                 | Azeliszki                                                                              | Gimzy                                                                                  |
| placówki                                                                               | Szakolo                                                                                | Plaszkiety                                                                             | Balciszki                                                                              |
| placówki                                                                               | Domaryszki                                                                             | Bielany                                                                                | Nowiki                                                                                 |
| placówki                                                                               | Domaryszki                                                                             | Grybieliszki                                                                           | Kliszaniszki                                                                           |
| placówki                                                                               | Szemelki                                                                               | Jawryszki (Sito)                                                                       | Kimbarliszki                                                                           |
| placówki                                                                               | Świlowieszcze                                                                          | Krywosole                                                                              | Turmonty                                                                               |
| placówki                                                                               | Karadole                                                                               |                                                                                        | Kompocie                                                                               |